# Eoarcaico
El Eoarcaico o Eoarqueano (del griego Ēṓs, eos, 'amanecer' y ἀρχαιο, archaio, 'antiguo') es la primera era y eratema del eón y eonotema Arcaico de la escala temporal geológica. Comenzó hace 4031 ±3 millones de años y terminó hace 3600 millones de años durando 400 millones de años. Está precedido por el eón Hádico y seguido por la era Paleoarcaica. El eratema del registro geológico y la era del tiempo geológico se corresponden entre sí: el primero se refiere a los cuerpos rocosos y la segunda al tiempo en que se formaron.
El primer supercontinente, Vaalbará, apareció en torno al final de esta era, hace unos 3600 millones de años. Asimismo, la formación rocosa más antigua de la Tierra que se conserva es el cinturón supracortical de Isua de Groenlandia, formada durante el Eoarcaico, hace alrededor de 3800 millones de años. De esta era también data el estromatolito más antiguo de 3700 millones de años encontrado en Groenlandia, lo que implica que la vida emergió muy rápidamente en la Tierra.
| Supereón    | Eón Eonotema     | Era Eratema                | Periodo Sistema            | Inicio, en millones de años |
| ----------- | ---------------- | -------------------------- | -------------------------- | --------------------------- |
| Precámbrico | Proterozoico     | Neo- proterozoico          | Ediacárico Ediacariano     | ~635                        |
| Precámbrico | Proterozoico     | Neo- proterozoico          | Criogénico Criogeniano     | ~720                        |
| Precámbrico | Proterozoico     | Neo- proterozoico          | Tónico Toniano             | 1000                        |
| Precámbrico | Proterozoico     | Meso- proterozoico         | Esténico Steniano          | 1200                        |
| Precámbrico | Proterozoico     | Meso- proterozoico         | Ectásico Ectasiano         | 1400                        |
| Precámbrico | Proterozoico     | Meso- proterozoico         | Calímico Calymmiano        | 1600                        |
| Precámbrico | Proterozoico     | Paleo- proterozoico        | Estatérico Statheriano     | 1800                        |
| Precámbrico | Proterozoico     | Paleo- proterozoico        | Orosírico Orosiriano       | 2050                        |
| Precámbrico | Proterozoico     | Paleo- proterozoico        | Riásico Rhyaciano          | 2300                        |
| Precámbrico | Proterozoico     | Paleo- proterozoico        | Sidérico Sideriano         | 2500                        |
| Precámbrico | Arcaico Arqueano | Neoarcaico Neoarqueano     | Neoarcaico Neoarqueano     | 2800                        |
| Precámbrico | Arcaico Arqueano | Mesoarcaico Mesoarqueano   | Mesoarcaico Mesoarqueano   | 3200                        |
| Precámbrico | Arcaico Arqueano | Paleoarcaico Paleoarqueano | Paleoarcaico Paleoarqueano | 3600                        |
| Precámbrico | Arcaico Arqueano | Eoarcaico Eoarqueano       | Eoarcaico Eoarqueano       | 4031±3                      |
| Precámbrico | Hádico Hadeano   | Hádico Hadeano             | Hádico Hadeano             | 4567                        |